# Helena Ezquerro
Helena Ezquerro (Logroño, 13 de octubre de 1997) es una actriz y modelo española, conocida por interpretar el papel de la protagonista Matilde Garcés Martín en la telenovela La Moderna.

## Biografía
Helena Ezquerro nació el 13 de octubre de 1997 en Logroño, capital de la comunidad autónoma de La Rioja (España), hija de la periodista Carmen Ortega, quien falleció en enero de 2020 con apenas cincuenta años tras estar enferma durante varios meses. Cuando era pequeña comenzó a desarrollar su pasión por la actuación luego de ver en el cine una de las películas de Harry Potter, donde quedó sorprendida por el personaje de Hermione Granger (interpretada por Emma Watson) y se convenció de que su destino era convertirse en actriz. Entre sus pasiones se encuentra la equitación y además de español habla con fluidez inglés y francés.

## Carrera

### Educación
Helena Ezquerro a los nueve años, tras decidir que quería ser actriz, se matriculó en Dinámica teatral, donde empezó a desarrollar su pasión por el teatro e interpretó su primer papel, el de una mona francesa con vestido rosa, en un espectáculo escrito por ella misma junto a sus compañeros, donde al mismo tiempo la animaron a continuar. A los diecisiete años decidió trasladarse a Madrid para estudiar lenguas y literatura modernas en la Universidad Complutense de Madrid. Posteriormente se formó en interpretación con Lorena García, en interpretación fotográfica con Miguel Bardem, en el Centro del actor, en canto con Mónica Dorta y en expresión vocal y corporal con Ana Laan.

### Carrera de actuación
Helena Ezquerro comenzó a actuar en el teatro y entre las diversas obras en las que actuó se encuentran Arsénico por compasión, Sin dote, Alicia en el país de las maravillas, La jirafa, el pelícano y el mono, El cumpleaños de Rosa, ¡Qué puntazo de punto!, Future lovers. La tristura, Chicago y Incendios. En 2019 formó parte del reparto de la serie emitida en Telecinco y Prime Video La que se avecina. Al año siguiente, en 2020, interpretó el papel de Esther en la serie de Movistar+ Skam España y participó en el vídeo musical de Dani Fernández Vértigo. En el mismo año intervino en el programa de televisión emitido en La 2 Mujeres en La 2.
En 2021 interpretó el papel de Zaida en la serie de Atresplayer Premium La reina del pueblo, que protagonizó junto a las actrices Lucía Caraballo y Ana Jara Martínez. En el mismo año, por esta última serie, fue nominada a los Premios de la Unión de Actores y Actrices como Mejor actriz revelación. En el mismo año interpretó el papel de María en el cortometraje Primavera en el frente dirigido por Luis Arrojo. En 2022 se unió al elenco de la serie de Atresplayer Premium Dos años y un día, en el papel de Presa 1. Al año siguiente, en 2023, interpretó el papel de Helena en la película Las chicas están bien dirigida por Itsaso Arana. En el mismo año protagonizó la película El favor dirigida por Juana Macías y la serie Apple TV+ Red Wine.
En 2023 fue elegida por TVE para interpretar el papel de la protagonista Matilde Garcés Martín en la telenovela emitida en La 1 La Moderna y donde protagonizó junto a los actores Almagro San Miguel, Stéphanie Magnin, Sara Rivero, Teresa Hurtado de Ory, Miryam Gallego y Berta Castañé.

## Filmografía

### Cine
| Año  | Título                | Personaje | Director     |
| ---- | --------------------- | --------- | ------------ |
| 2023 | Las chicas están bien | Helena    | Itsaso Arana |
| 2023 | El favor              |           | Juana Macías |

### Televisión
| Año         | Título              | Personaje             | Cadena              | Cadena              | Notas         |
| ----------- | ------------------- | --------------------- | ------------------- | ------------------- | ------------- |
| 2019        | La que se avecina   |                       | Telecinco           | Prime Video         | 1 episodio    |
| 2020        | Skam España         | Esther                | Movistar+           | Movistar+           | 1 episodio    |
| 2021        | La reina del pueblo | Zaida                 | Atresplayer Premium | Atresplayer Premium | 6 episodios   |
| 2022        | Dos años y un día   | Presa 1               | Atresplayer Premium | Atresplayer Premium | 1 episodio    |
| 2023 - 2024 | La Moderna          | Matilde Garcés Martín | La 1                | La 1                | 236 episodios |
| 2024        | Tierra de mujeres   | Julia                 | Apple TV+           | Apple TV+           | 6 episodios   |

### Cortometrajes
| Año  | Título                 | Personaje | Director    |
| ---- | ---------------------- | --------- | ----------- |
| 2021 | Primavera en el frente | María     | Luis Arrojo |

### Videoclip
| Año  | Título  | Artista        |
| ---- | ------- | -------------- |
| 2020 | Vértigo | Dani Fernández |

## Teatro
| Título                              | Director            |
| ----------------------------------- | ------------------- |
| Arsénico por compasión              | Silvia Sáenz García |
| Sin dote                            | Silvia Sáenz García |
| Alicia en el país de las maravillas | Silvia Sáenz García |
| La jirafa, el pelícano y el mono    | Silvia Sáenz García |
| El cumpleaños de Rosa               | Silvia Sáenz García |
| ¡Qué puntazo de punto!              | Silvia Sáenz García |
| Future lovers. La tristura          | Celso Giménez       |
| Chicago                             | Lorena Bayonas      |
| Incendios                           | Lorena Bayonas      |

## Programas de televisión
| Año  | Título          | Artista |
| ---- | --------------- | ------- |
| 2020 | Mujeres en La 2 | La 2    |

## Premios y reconocimientos
| Año  | Premio                                    | Categoría               | Trabajo             | Resultado | Notas  |
| ---- | ----------------------------------------- | ----------------------- | ------------------- | --------- | ------ |
| 2021 | Premios de la Unión de Actores y Actrices | Mejor actriz revelación | La reina del pueblo | Nominada  | [ 18 ] |